# Barbus dartevellei
Barbus dartevellei és una espècie de peix cipriniforme de la família dels ciprínids.

## Morfologia
Els mascles poden assolir els 11,7 cm de longitud total.

## Distribució geogràfica
Es troba al curs inferior del riu Congo.